# Roberto Dellasega
Roberto Dellasega est un sauteur à ski italien, né le 15 juin 1990 à Cavalese.

## Biographie
Actif depuis 2005, il débute dans la Coupe du monde en 2008 à Pragelato. Il marque ses premiers points en janvier 2010 à Sapporo.
Il participe ensuite aux Jeux olympiques d'hiver de 2010 où il n'arrive à passer les qualifications des deux concours individuels. 
Il réalise plusieurs résultats dans les trente premiers lors de la saison 2013-2014 dont une 21e place à Engelberg.